# ساده‌رگه‌داران
ساده‌رگه‌داران (نام علمی: Ceraphronoidea) نام یک بالاخانواده از section زنبور انگل است.